# Procedura di prova per veicoli leggeri armonizzata a livello mondiale
La procedura di prova per veicoli leggeri armonizzata a livello mondiale, comunemente chiamata WLTP (Worldwide harmonized Light vehicles Test Procedure), definisce una norma armonizzata globale per determinare i livelli di inquinanti ed emissioni di CO2, consumo di carburante o di energia e gamma di veicoli elettrici leggeri (autovetture e furgoni commerciali leggeri).
Esperti automobilistici dell'Unione europea, del Giappone e dell'India, sotto la guida del Forum mondiale dell'UNECE per l'armonizzazione dei regolamenti sui veicoli, hanno sviluppato lo standard con una versione finale pubblicata nel 2015.
Il 1º settembre 2018 il WLTP entrò in vigore e ha sostituito il NEDC come test per l'immatricolazione delle automobili in Unione europea. L'obbligo per l'omologazione dei nuovi modelli/versioni di veicolo era avvenuto il 1º settembre 2017.
| Modello                        | Ciclo NEDC    | Ciclo WLTP      |
| ------------------------------ | ------------- | --------------- |
| C4 Cactus BlueHDI 100 Manuale  | 4 litri/100km | 3,6 litri/100km |
| Prius Plug-in                  | 2 litri/100km | 1 litro/100km   |
| 500X 1.6 Mjet 120CV 4x2 (2016) | 4 litri/100km | 4,1 litri/100km |
| Passat Variant 2.0 TDI 150CV   | 4 litri/100km | 4,1 litri/100km |
| G30 520d touring M Sport       | 5 litri/100km | 5,1 litri/100km |

## Procedura del test
La procedura di test fornisce una guida rigorosa per quanto riguarda le condizioni dei test dinamometrici e del carico stradale (resistenza al movimento), cambio marcia, peso totale della vettura (includendo equipaggiamenti opzionali, merci e passeggeri), qualità del carburante, temperatura ambiente e selezione e pressione degli pneumatici.
Vengono applicati tre diversi cicli di prova WLTP, a seconda della classe del veicolo definita dal rapporto peso/potenza (PWr) in kW/t (potenza nominale motore/peso a vuoto):
- Classe 1: veicoli a bassa potenza con PWr ≤ 22
- Classe 2: veicoli con 22 < PWr ≤ 34
- Classe 3: veicoli ad alta potenza con PWr > 34

Le auto più comuni hanno oggi rapporti di potenza di 40-100 kW/t, quindi appartengono alla classe 3; furgoni e autobus possono anche appartenere alla classe 2.
In ogni classe, ci sono diversi test di guida progettati per rappresentare il funzionamento di veicoli reali su strade urbane, extraurbane e autostrade. La durata di ogni parte è fissata tra le classi, tuttavia le curve di accelerazione e velocità hanno una forma diversa. La sequenza di prove è ulteriormente limitata dalla velocità massima del veicolo Vmax.
Una maggiore varietà di cambi manuali con 4, 5, 6 e 7 marce rende impossibile specificare i punti di cambiata fissi. La procedura di test WLTP fornisce invece un algoritmo per il calcolo dei punti di cambiata ottimali, che tiene conto del peso totale del veicolo e delle curve di potenza a pieno carico entro i regimi normalizzati del motore, coprendo l'ampia gamma di velocità di rotazione e potenza del motore consentite dalla tecnologia corrente. Per rispecchiare l'uso pratico e lo stile di guida efficiente dal punto di vista del carburante, i cambi di marcia frequenti che avvengono in meno di 5 secondi vengono filtrati.